# Clemencia (Colômbia)

Clemencia no departamento de Bolívar

Clemencia é um município do departamento de Bolívar, na Colômbia.